# Bagdy György
Bagdy György László (Budapest, 1955. július 31. –) magyar gyógyszerész, kutatóorvos, neuropszichofarmakológus, egyetemi tanár. Az orvostudományok kandidátusa (1992). A Magyar Tudományos Akadémia doktora (1999).

## Életpályája
1974–1979 között a Semmelweis Egyetem Gyógyszerésztudományi Kar hallgatója volt. 1980–1983 között a budapesti Orvostovábbképző Intézetben farmakológus és toxikológus szakgyógyszerészi képesítést szerzett. 1980–1986 között a budapesti Országos Ideg- és Elmegyógyászati Intézet tudományos segédmunkatársa volt. 1986–1990 között az USA-ban ösztöndíjas volt. 1991–1992 között az Országos Pszichiátriai és Neurológiai Intézet tudományos munkatársa, 1993–2002 között tudományos főmunkatársa és laboratóriumvezetője, 2002–2007 között tudományos igazgatója volt. 1997 óta az Eötvös Loránd Tudományegyetem külső előadója. 1998-ban habilitált. 1999 óta a Magyar Tudományos Akadémia doktora. 2005-ben a Semmelweis Egyetem magántanára lett. 2007–2008 között a Semmelweis Egyetem Farmakológiai és Farmakoterápiés Intézetének tudományos főmunkatársa volt. 2008–2020 között a Semmelweis Egyetem Gyógyszerhatástani Intézetének igazgatója volt. 2010-től a Semmelweis Egyetem egyetemi tanára.
Kutatási területe a szerotonin élettana, gyógyszertana.

## Családja
Szülei: Bagdy György (1929-?) gépészmérnök és Lukács Mária (1930–1994) orvos voltak. 1976-ban házasságot kötött Szemerédi Katalin (1950–2017) gyógyszerésszel. Két gyermekük született: Judit (1977) orvos és György (1979). Lukács József (1898–1973) orvos unokája.

## Díjai, kitüntetései
- Egészségügyi Miniszter Elismerő Oklevele (1998)
- Kiváló PhD Oktató (Semmelweis Egyetem, 2009)
- Huzella Tivadar-emlékérem és jutalomdíj (Semmelweis Egyetem, 2010)
- Akadémiai Díj (2012)
- Issekutz Béla-emlékérem (2014)[5]
- Semmelweis Ignác-emlékérem (2021)[6]
- Széchenyi-díj (2022)[7]